# Narrow House
Narrow House ist eine 2009 gegründete Gothic-Metal- und Funeral-Doom-Band.

## Geschichte
Yegor „Bewitched“ Ostapenko gründete Narrow House 2009 in Kiew. Die Bandmitglieder um Ostapenko wechselten nachkommend mehrfach. Die Wechsel seien ohne Konflikte verlaufen und er unterhalte noch Kontakt zu den Mitgliedern. Einige der Gründungsmitglieder halfen gar bei den Aufnahmen des zweiten Albums.

„I still speak with all of the original members from time to time but I realize that most of them are not interested to continue with the band. This is a sad fact but this is life and all I can do is at least keep my own fire burning.“

„Von Zeit zu Zeit spreche ich noch mit den Original-Mitgliedern, aber mir wurde klar, dass die meisten von ihnen kein Interesse daran haben die Band fortzuführen. Das ist ein trauriger Fakt, aber so ist das Leben und alles was ich tun kann, ist mein eigenes Feuer brennend zu halten.“

Die diversen Konstellationen der Gruppe beeinflussten indes die musikalische Ausrichtung der Gruppe weniger als die Interessen Ostapenkos, der die Band als „vornehmliches Studioprojekt“ beschrieb. Dennoch entstand das Debüt noch als gemeinschaftlich geschriebenes Album während das zweite Werk ausschließlich von Ostapenko komponiert wurde. Als große Schwierigkeit beschrieb er die Abkehr vom Funeral Doom, die neue Musiker von Narrow House noch vor den Aufnahmen des zweiten Albums erwarteten.

## Werk und Wirkung
Für die Veröffentlichung des Debüts A Key to Panngrieb schloss die ukrainische Band einen Vertrag mit Solitude Productions, wo das Album 2012 erschien. A Key to Panngrieb wurde von Ostapenko offensiv im Web 2.0 beworben und erlangte internationale Resonanz. Nach Abschluss der Aufnahmen begann eine kreative Öffnung der Band, die sich auf dem 2014 über BadMoodMan Music, einem Subunternehmen von Solitude Productions, veröffentlichten Album Thanathonaut zeigen sollte. Auch Thanathonaut wurde international rezipiert.

### Stil
In der Banddarstellung des Webzines Doom-Metal.com, wie Bandkopf Ostapenko von selbst, wird die Musik von Narrow House als sich aus dem sanften Funeral Doom des Debüts heraus in eine eklektische Melange unterschiedlicher Doom- und Dark-Metal-Einflüsse des zweiten Albums beschrieben. Als Einflüsse für den Funeral Doom des Debüts benennt Ostapenko 1000 Funerals, Esoteric und Shape of Despair, selbst sei er jedoch nur gering am Genre interessiert gewesen, derweil das zweite Album von Virgin Black, Candlemass, Saint Vitus, Electric Wizard und Apocalyptica beeinflusst sei. Für das dritte Studioalbum sei er besonders durch Stoner Rock und klassischen Doom Metal inspiriert.

#### A Key to Panngrieb
A Key to Panngrieb wird als melodischer Funeral Doom beschrieben, die Musik auf dem Debüt sei „sanft fließend ohne Ecken und Kanten“. Zum Vergleich wird auf Shape of Despair, Colosseum, Comatose Vigil und das Debüt von Abstract Spirit verwiesen. Dominik Sonders beschreibt die Musik für Doom-Metal.com als einen Atmospheric Funeral Doom der der Musik des vertreibenden Labels Solitude Productions entspricht. Die Musik sei gekennzeichnet durch gleichmäßige Rhythmen, einfache Powerchord-Folgen ohne Herausforderung. Dabei präsentiere die Band Stücke mit wenig Veränderungen und einer weniger melancholischen und emotionalen doch dafür eine düstere Atmosphäre als die populären Vorbilder Shape of Despair oder Colosseum. Dennoch gelänge es der Gruppe obschon der Adaption des Genres ohne große Individualität und „trotz der vorherrschenden Trauer […], ungewöhnlich viel Dynamik in die Kompositionen zu legen.“ Als zentral gilt die das Wechselspiel von „Riffs und begleitenden Keyboards“. Derweil der als gutturales Growling präsentierte, und an Paradise Lost erinnernde, Gesang sich in das musikalische Gerüst fügt, gilt der Einsatz eines Cellos als Begleitinstrument als potentielles Alleinstellungsmerkmal des Debüts.

#### Thanathonaut
Mit dem zweiten Album Thanathonaut zeige das Projekt gegenüber dem Vorgänger „eine beträchtliche Bereitschaft, mit eklektischen Einflüssen zu experimentieren“ und böte eine Melange aus Gothic Metal und Dark Metal. Die Musik ließe sich als „als besonders doomiger Dark Metal“ oder „Gothic Death Doom Metal“ kategorisieren versuchte Mike Liassides den neuen Stil der Band zu beschreiben. Für Metal.de heißt es, dass zwischen „monolithischen Gitarrenriffs […] immer wieder verträumte Melodien hindurch [strahlen], welche Erinnerungen an Bands wie MY DYING BRIDE aufkeimen lassen. Ebenso kommen Chöre, Cello und Kontrabass zum Einsatz und ein Saxophon übernimmt nicht selten die tragende Rolle in der Melodieführung.“

### Rezeption
Die Veröffentlichungen von Narrow House stießen auf uneinheitliche Resonanz. Die Alben wurden je international breit rezipiert, aber jeweils divergent, von durchschnittlich bis besonders positiv, beurteilt.

#### A Key to Panngrieb
A Key to Panngrieb erhielt eine heterogene Kritiken, die das Album von durchschnittlich bis positiv bewerteten. Als sich wiederholender Kritikpunkt wurde von unterschiedlichen Autoren ein Mangel an Ideen im Genre angemerkt, wodurch sich die Gruppe „kaum von anderen Formationen des Genres hervorheben können.“ Dieser Mangel wurde nicht als kategorisches Problem beurteilt. Das Album sei kaum „bahnbrechend oder besonders innovativ, aber sehr wohl mehr als reizvoll“ hieß es für Metal.de. Demnach „schaffen es die Musiker gekonnt, ein ambitioniertes Klangwerk zu erschaffen, das einen durchweg fesselt und tief unter die Haut geht.“ Rezensionen für Webzines wie Ave Noctem, No Clean Singing oder Zware Metalen betonten, dass die Band noch daran scheitere dem Werk großer Namen des Genres wie Shape of Despair oder Skepticism etwas neues und besonderes hinzuzufügen, dennoch als Band mit Potential für zukünftige Veröffentlichungen erscheine. So mutmaßte beispielsweise Stefano Cavanna in seiner für das italienische Webzine Metal Eyes verfassten Kritik, dass die Gruppe anzunehmend weiter gereift seien könne und müsse, weshalb er erwarte, dass ein bevorstehendes Album „wirklich dazu in der Lage sei Spuren zu hinterlassen.“ Begeisterte und uneingeschränkt empfehlende Besprechungen blieben indes selten.

#### Thanathonaut
Die Rezensionen zum zweiten Album Thanathonaut gingen weiter Auseinander als jene zum Debüt. So wertete mit fünf von zehn Punkten Metal.de, mit der Kritik, das die Band zwar einen „interessanten Ansatz“ verfolge, dieser sich jedoch nicht ausreichend entfalte. Dem Album ginge „auf Dauer einfach der Biss und die Essenz verloren […], die für diese Musikrichtung einfach notwendig“ wären. Daher, so das Urteil sei Thanathonaut „zu großen Teilen gesichtslos und unscheinbar.“ Ähnlich urteilte Marcel H. für das niederländische Webzine Lords of Metal,  Thanathonaut sei gut gespielt und geschrieben, jedoch wenig packend. Dem Gegenüber wurden für Doom-Metal.com zehn von zehn optionalen Punkten gegeben. Die Band habe mit diesem Album „etwas absolut Einzigartiges hervorgebracht“. Ein Werk, das als eine radikale und packende Kreation, um mit anderen wegweisenden Werken wie Turn Loose The Swans von My Dying Bride, Discouraged Ones von Katatonia oder Eternity von Anathema in der Kreativität und Bedeutung verglichen werden könne. Weitere Rezensionen fielen überwiegend positiv aus. Gelegentlich wurde darauf verwiesen, dass sich die Band mit der Veröffentlichung von einem klassischen Death Doom oder Funeral Doom entfernt habe und einen emanzipierten eigenen Weg beschreite. Die eklektischen Einflüsse wurden als Neoklassik, Gothic Rock, Dark Metal und Gothic Metal kategorisiert. Das Album sei „eine bemerkenswerte Veröffentlichung“ und ein „äußerst beeindruckendes Album, das sich nicht mit Durchschnitt zufrieden gibt“ die jedoch „für einige Doom-Fans wahrscheinlich etwas zu weit von ihrem Interessenszentrum entfernt“ sei.